# Dreiseenbahn

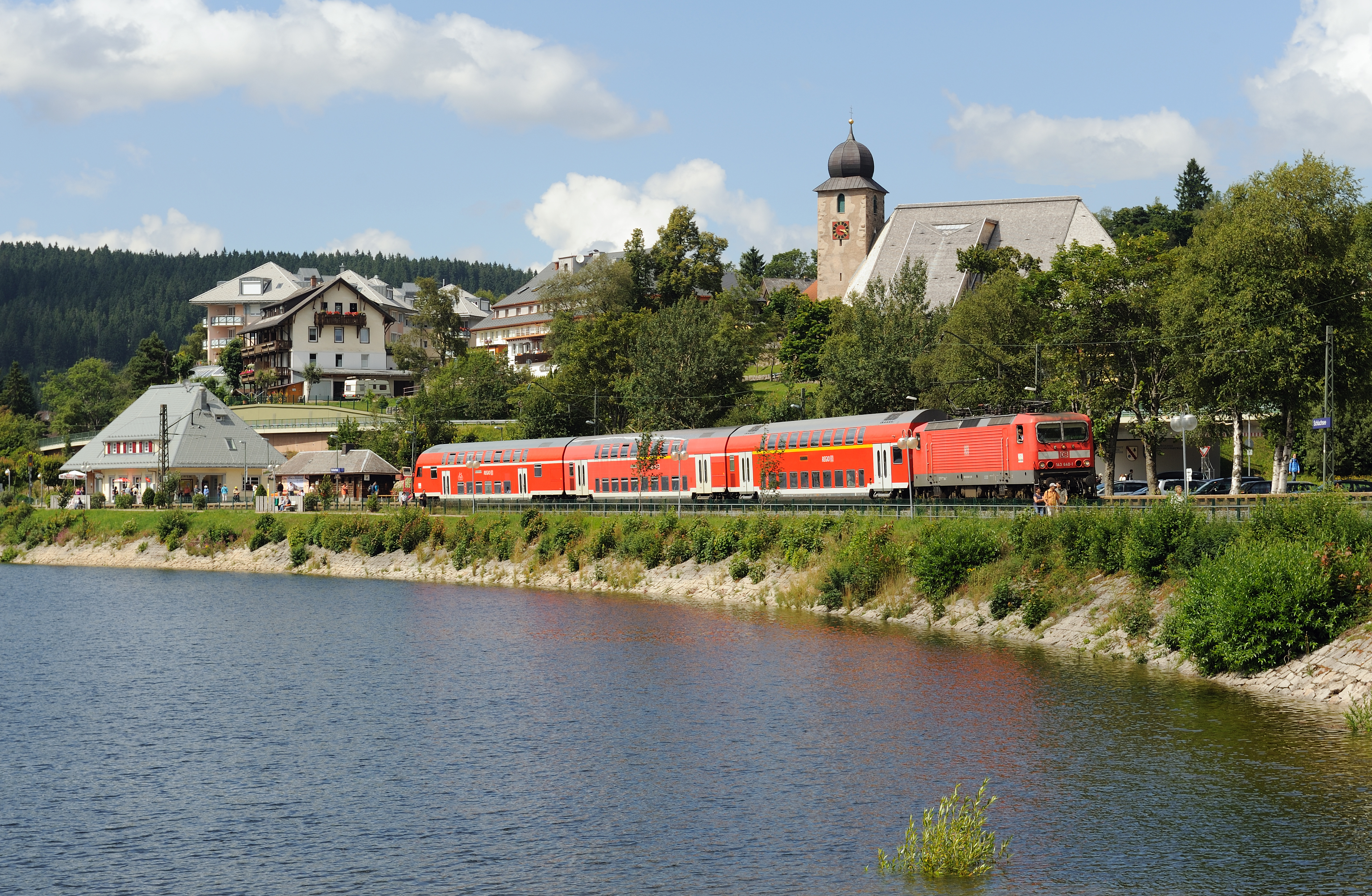
La linea lungo le rive dello Schluchsee

La Dreiseenbahn (letteralmente: «ferrovia dei tre laghi») è una linea ferroviaria tedesca, che collega Titisee-Neustadt a Seebrugg.

## Caratteristiche

### Percorso
| Straight track |

| Station on track |

| Unknown route-map component "ABZgl" |

| Small bridge over water |

| Station on track |

| Stop on track |

| Station on track |

| Stop on track |

| End station |